# Arctotherium angustidens
Arctotherium angustidens és una espècie extinta d'os que, segons Leopoldo Soibelzon, un investigador associat al Museu de La Plata, fou el carnívor més gros del món durant el Plistocè, amb un pes de gairebé 1,5 tones i una alçada de 3,3 metres dempeus.